# Notocolossus
Notocolossus gonzalezparejasi
Genre
Genre
Notocolossus est un genre éteint de dinosaures titanosaures, lithostrotien du Crétacé supérieur ayant vécu en Argentine et découvert dans la province de Mendoza. Ce dinosaure herbivore quadrupède est l'un des plus grands dinosaures connus. Une seule espèce est connue, Notocolossus gonzalezparejasi.

## Systématique
Le genre Notocolossus et l'espèce Notocolossus gonzalezparejasi ont été décrits en 2016 par Bernardo Javier González Riga (d), 
Matthew Carl Lamanna (d), Leonardo D. Ortiz (d), Jorge Orlando Calvo (d) et Juan Pedro Coria (d).

## Description
L'holotype de la seule espèce connue, Notocolossus gonzalezparejasi, possède un humérus d'une longueur de 1,76 m. La taille de cet individu est d'environ 25 à 27 mètres de long pour une masse estimée à 60 tonnes, dans une fourchette de 45 à 76 tonnes. En 2019, Gregory S. Paul ré-évalue sa masse entre 45 et 55 tonnes tout en estimant qu'il peut être beaucoup plus lourd et ainsi se rapprocher du genre Argentinosaurus dont il évalue la masse entre 65 et 75 tonnes.

## Étymologie
Le nom générique Notocolossus est une combinaison des termes grec ancien Νότος, Nótos, « du sud » et du latin colossus, « colossal », et fait référence à la taille gigantesque de ce taxon.
Son épithète spécifique, gonzalezparejasi, lui a été donnée en l'honneur de Jorge González Parejas qui a apporté son aide lors des fouilles et qui a œuvré à la protection des fossiles de dinosaures de la province de Mendoza en Argentine.

## Publication originale
- (en) Bernardo J.González Riga, Matthew C. Lamanna, Leonardo D. Ortiz David, Jorge O. Calvo et Juan P. Coria, « A gigantic new dinosaur from Argentina and the evolution of the sauropod hind foot », Scientific Reports, Macmillan Publishers et NPG, vol. 6,‎ 18 janvier 2016, p. 19165 (ISSN 2045-2322, OCLC 732869387, PMID 26777391, PMCID 4725985, DOI 10.1038/SREP19165, lire en ligne).